# Tunocaria rubiginosa
Tunocaria rubiginosa är en fjärilsart som beskrevs av Pierre E.L. Viette 1961. Tunocaria rubiginosa ingår i släktet Tunocaria och familjen nattflyn. Inga underarter finns listade i Catalogue of Life.